# 宮松と山下
『宮松と山下』（みやまつとやました）は、2022年制作の日本のドラマ映画。
記憶をなくした端役専門のエキストラ俳優・宮松をめぐる物語を描く。CMや教育番組「ピタゴラスイッチ」を手掛けてきた東京藝術大学名誉教授・佐藤雅彦、NHKでドラマ演出を行ってきた関友太郎、多岐にわたりメディアデザインを手掛ける平瀬謙太朗の3人からなる監督集団「5月（ごがつ）」の初の長編映画。主演の香川照之にとっては14年ぶりの単独主演映画。
サン・セバスティアン国際映画祭New Directors部門に正式招待された。

## あらすじ
タクシー会社の寮に住み込みで働いていた宮松（本名は山下陽児）は、ある日、会社のロッカールームでのトラブルで突き飛ばされて頭を打ち、記憶喪失症になる。その後、妹や職場の同僚達からすると行方が知れなくなっていたが、信良山ロープウェイの信良山麓駅で運行機械設備の保守点検と映画のエキストラ役を掛け持ちしながら生活していた。エキストラとしては時代劇では斬られたり弓矢に射られたり、またあるときはヤクザの一人として路上で銃撃されるなど、さまざまな劇中で殺され続けていた。エキストラとしてひたすら殺される役柄に取り組む彼には過去の記憶がなく、自分が何者で何を好み、どこで何をしていたのか一切思い出せない。
診察を受けた医師は、宮松が帰ったあとの看護師との会話で、記憶を失ったのは頭を打ったことよりも心の問題をかかえていることが原因だろうとの推測を述べる。
ある日、宮松といっしょにタクシーの運転手としていた谷が撮影所に訪ねてくる。宮松が出ているテレビ映画を観ていたら、ヤクザの役者は山下ではないかとびっくりして調べて探し当て、関西出張の機会にやって来たとのこと。谷が言う妹のことも記憶にない宮松。谷が妹に連絡してくれたことで、実家の妹に会いに行き妹夫婦が良くしてくれるにもかかわらず、記憶が失われているせいか、実家に帰っているのにどうにも落ち着かず他人行儀な口をきいてしまう。
実家で妹夫婦と日々を過ごすうちに、ギョウザ作りを手伝っていると「お兄ちゃんのお母さんも器用だった」と妹の藍が言うので異母兄妹なのだと理解する。藍が出かける際に、「ライターをここに置いておくね」といい、いつも駅に行く途中にあるたばこ屋で買ったショートホープを吸っていたと妹から聞かされた宮松は店に行ってみる。たばこを吸っていると記憶がよみがえってきた。記憶喪失のきっかけになったロッカールームでのトラブルは、タクシー会社の当時の同僚で今はホテルの接客担当になり妹婿でもある健一郎が、「あんたは妹を異性として見ている、うっとうしいんだよ」と非難して揉み合ったことが原因であった。
記憶がよみがえった宮松は立ち去る。藍と食事をしながら健一郎は「けっきょく記憶が戻らないままで居づらかったんだろうなあ」というが、藍は「戻ったんだよ」と返す。
宮松はとある撮影現場に行き会わせ、笑顔をみせ、毎日数ページだけ渡される台本の部分に書かれた主人公ではない人生を再び演じ続け、終わった台本をファイリングし小口にラベルを付けて書類立てに保存し続ける生活に戻る。

## キャスト
- 宮松 / 山下陽児 - 香川照之
- 健一郎 - 津田寛治
- 谷 - 尾美としのり
- 藍 - 中越典子
- 里帆 - 野波麻帆
- 潮田 - 大鶴義丹
- 國本 - 尾上寛之
- 初老の男 - 諏訪太郎
- 医師 - 黒田大輔

## スタッフ
- 監督・脚本・編集 - 関友太郎、平瀬謙太朗、佐藤雅彦
- 製作 - 吉崎圭一、安倍純子、小佐野保、定井勇二、佐藤雅彦
- プロデューサー - 日枝広道、松本整、橋本竜太
- 撮影 - 國井重人
- 照明 - 鳥羽宏文
- 美術 - 茂木豊
- 裝飾 - 池田亮平
- 衣装 - 宮本まさ江
- ヘアメイクデザイン - 勇見勝彦
- ヘアメイク - 中山有紀
- リレコーディングミキサー - 浅梨なおこ
- 録音 - 南徳昭
- スクリプター - 奥井富美子
- 助監督 - 青木克齊
- 制作担当 - 片山大介
- ラインプロデューサー - 内山亮
- キャスティングプロデューサー - 北田由利子